# 1768 Appenzella
1768 Appenzella este un asteroid din centura principală, descoperit pe 23 septembrie 1965, de Paul Wild.